# التعليم في رومانيا
التعليم في رومانيا مجاني ومتاح للجميع بشكل متساوي، حسب المادة 32 من الدستور الروماني. التعليم منظم من طرف وزاة التربية الوطنية. بعد سقوط النظام الاشتراكي في البلاد، شهد قطاع التعليم العديد من الإصلاحات.
التعليم إجباري من سن الخامسة لغاية سن الثامنة عشرة أو التاسعة عشرة (الصف الثاني عشر). الالتحاق بالحضانة اختياري للأطفال دون سن الخامسة، لكن السنة الأخيرة من تعليم الحضانة إجبارية قبل ولوج المدرسة الابتدائية.
تحتل رومانيا المرتبة السادسة عالميا في إجمالي الميداليات المحصل عليها في أولمبياد الرياضيات، حيث تحصلت على 316 إجمالا. تحتل رومانيا كذلك المرتبة السادسة عالميا في إجمالي الميداليات المحصل عليها في أولمبياد المعلوماتية، حيث تحصلت على 107 إجمالا.
حلّت رومانيا في المركز 47 في تصنيف مؤشر الابتكار العالمي عام 2023، متقدمة من المركز 50 عام 2019. ثم تراجعت إلى المركز 48 في مؤشر الابتكار لعام 2024.

## نظرة عامة
التعليم في رومانيا إجباري لمدة أربعة عشر عاما، من السنة الأخيرة للحضانة لغاية الصف الثاني عشر. التعليم الخاص موجود بشكل محدود في البلاد، ماعدا في مرحلة الحضانة والتعليم الجامعي. اعتمدت رومانيا التعليم الإجباري في عام 1864 تحت حكم الأمير ألكسندر يوحنا كوزا، وحينها كان التعليم الإجباري يتكون من أربعة سنوات من التعليم الابتدائي المجاني لجميع الأطفال، بعض النظر عن الطبقة الاجتماعية والجنس. رغم ذلك، قانون التعليم الإجباري لم يتم تطبيقه بشكل جاد، ونسبة الأمية ظلت مرتفعة لغاية القرن العشرين. خلال ثلاثينات القرن العشرين بلغت نسبة الأمية حوالي 43 بالمائة. انطلقت حملات محو الأمية في عام 1948 وساهمت في انخفاض الأمية بشكل كبير خلال خمسينات القرن العشرين.
خلال الحكم الشيوعي، كان نظام التعليم الروماني شبيها بنظام التعليم السوفييتي، خاصة خلال خمسينات القرن العشرين، وقد اشتمل على الدعاية السياسية وساعات من العمل الإجباري لأطفال المدارس (عادة في الفلاحة). حاليا، يوجد تشابه كبير بين نظام التعليم الروماني ونظام التعليم الفرنسي.
بلغ عدد المدارس في رومانيا 7,200 في أبريل/نيسان 2013 بعد أن كان 30,000 في عام 1996. هذا الإنخفاض راجع لإدماج العديد من المؤسسات الصغيرة لتشكيل مؤسسات أكبر، وهذا للتسهيل من الأمور الإدارية. بلغ عدد التلاميذ 3.2 مليونا في عام 2013، وهذا أكثر بحوالي نصف مليون مقارنة بعدد التلاميذ في عام 2012.

## التعليم الإجباري
اختلفت مدة التعليم الإجباري خلال القرن العشرين ما بين أربعة وعشرة سنوات. خلال الحكم الشيوعي، تم خفض العدد لسبع سنوات. في عام 2003 تم رفع العدد مجددا لعشرة سنوات.
حضى نظام التعليم باهتمام ضئيل خلال الفترة الممتدة ما بين 1990 و2003. العديد من التلاميذ تحصلوا على تعليم ذو جودة سيئة، وارتفعت نسبة الأمية مقارنة بالأجيال السابقة، خاصة ضمن الغجر. قانون عام 2011 أدخل العديد من الإصلاحات على قطاع التعليم، وفي عام 2012 تمت إضافة العام الأخير من تعليم الحضانة للتعليم الإجباري، ليصبح التعليم الإجباري يتكون، إضافة لهذا العام، من خمس سنوات من التعليم الابتدائي، أربعة سنوات من التعليم المتوسط، وعامين من التعليم الثانوي أو المهني. في عام 2020 تمت إضافة عامين من التعليم الثانوي للتعليم الإجباري، لترتفع مدة التعليم الإجباري لأربعة عشر عاما.

## الحضانة (الروضة)

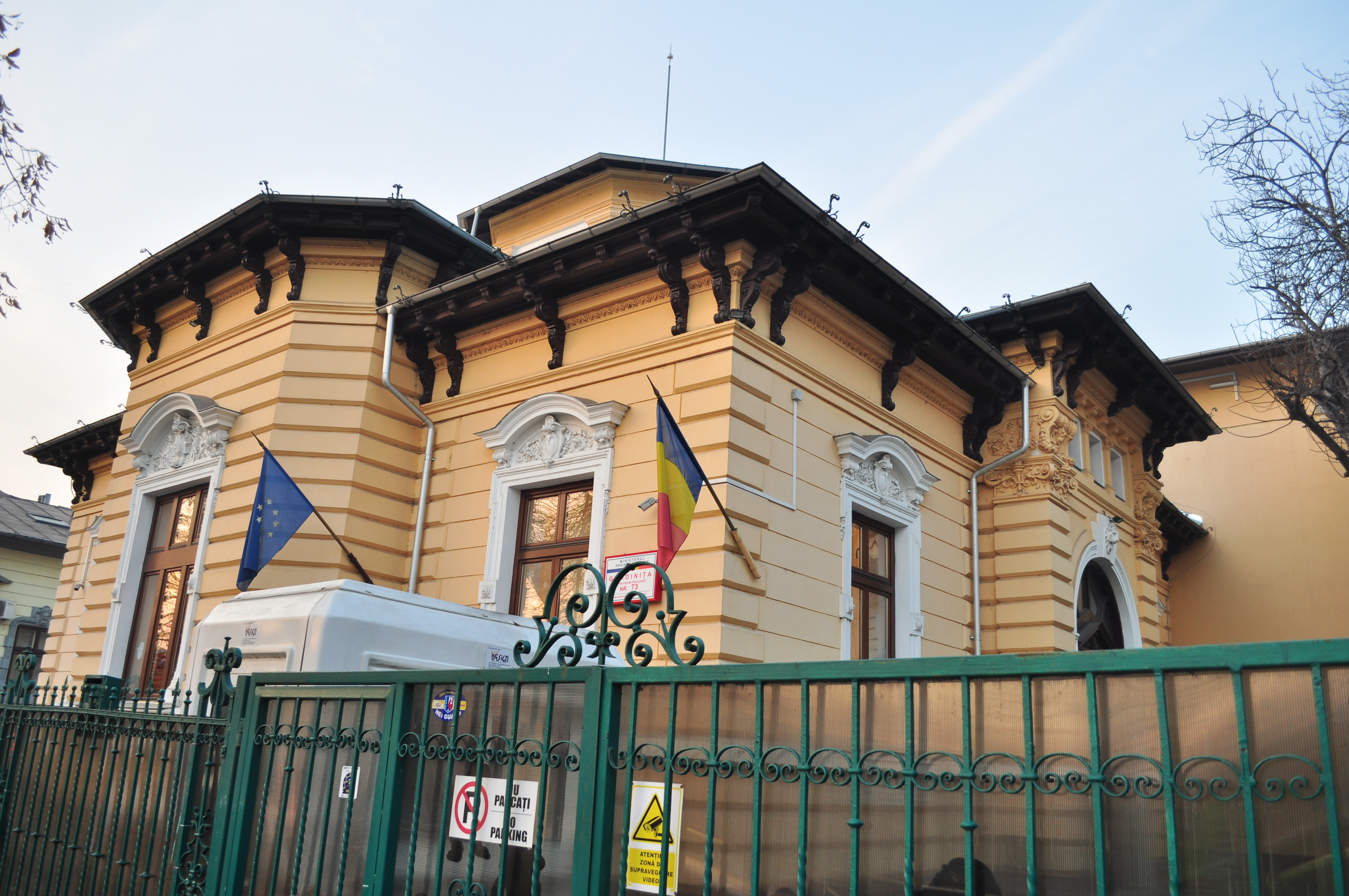
دار حضانة في بوخارست.

يلتحق بالحضانة أو الروضة الأطفال ما بين سن الثالثة والسادسة. يوجد ثلاثة أنواع من تعليم الحضانة: التعليم في مجموعات صغيرة، وهو مخصص للأطفال ما بين سنة الثالثة والرابعة، التعليم في مجموعات متوسطة، وهو مخصص للأطفال ما بين سن الرابعة والخامسة، والتعليم في مجموعات كبيرة، وهو مخصص للأطفال ما بين الخامسة والسادسة. منذ عام 2020، السنة الأخيرة من الحضانة إجبارية لجميع الأطفال.
الأطفال ما بين سنة السادسة والسابعة يدرسون ما يسمى بالسنة التحضيرية، وهي إجبارية منذ عام 2012 بموجب المادة 23 من قانون التعليم. عادة ما تدرس السنة التحضيرية في المدارس الابتدائية وليس في الحضانة.
تختلف الخدمات المقدمة في الحضانات من مؤسسة لأخرى وكذلك بين القطاع العام والخاص. الأنشطة المقدمة في الحضانة قد تشتمل على دروس لتعليم اللغات الأجنبية (الإنجليزية، الفرنسية، أو الالمانية)، الحساب، الرقص، السباحة ونشاطات أخرى. تقدم دور الحضانة على الأقل وجبة أو لمجة للأطفال، وبعض دور الحضانة تحتوي على مقصف وطباخين خاصين. العديد من دور الحضانة، خاصة في القطاع الخاص، توفر خدمات النقل للأطفال من وإلى الحضانة. فصول الحضانة تتكون من معلم واحد أو معلمين إثنين، وحوالي عشر إلى خمسة عشر طفلا.
تقدم أغلب دور الحضانة ثلاث جداول عمل للتناسب مع جدول عمل الأولياء، الأول من الساعة الثامنة صباحا للواحدة زوالا مع وجبة أو لمجة واحدة، الثاني من الثامنة صباحا للثالثة زوالا مع وجبة واحدة ولمجة واحدة، والثالث من الثامنة صباحا للخامسة أو السادسة مساءا مع وجبة واحدة وثلاث لمجات. دور الحضانة في المناطق الريفية تقدم الجدول الأول فقط، حيث تعاني هذه الأخيرة من نقص التمويل والإهمال.
يشغل القطاع الخاص حيزا واسعا في تقديم خدمات دور الحضانة ورعاية الأطفال. تتراوح رسوم التعليم في دور الحضانة الخاصة ما بين 400 و 1,600 ليو روماني شهريا، وهذا حسب المنطقة ونوعية الخادمات المقدمة. رسوم التعليم في القطاع الخاص باهظة الثمن، ويخدم أساسا العائلات من الطبقات العليا. دور الحضانة في القطاع العام ليس لديها رسوم دراسية، لكنها تشترط دفع تكاليف الوجبات والنقل.
عدد المقاعد المتاحة في دور الحضانة محدود جدا مقارنة بالطلب، ولهذا عديد دور الحضانة لديها قوائم انتظار وتشترط تسجيل الأطفال ستة أشهر مسبقا على الأقل. تعاني دور الحضانة في القطاع العام من نقص المقاعد بشكل أكبر. لحل هذا المشكل، تقوم المجالس المحلية بتوسيع دور الحضانة، بناء دور حضانة جديدة، أو تقديم منحة للأولياء لمساعدتهم في دفع جزء من التكاليف.

## التعليم الأساسي
يضم التعليم الأساسي التعليم الابتدائي من الصف الأول للصف الرابع، والتعليم المتوسط من الصف الخامس للصف الثامن. أغلب مؤسسات التعليم الأساسي تابعة للقطاع العام. تشير إحصاءات وزارة التعليم إلى أن أقل من إثنين بالمائة من التلاميذ في الطور الأساسي يدرسون في القطاع الخاص. يوجه التلاميذ تلقائيا إلى المؤسسة الأقرب لمقر سكناهم، إلا إذا طلب الأولياء التوجيه لمؤسسة أخرى مسبقا. بعض المؤسسات لها سمعة جيدة، ولهذا تتلقى العديد من طلبات الالتحاق عامين أو ثلاث سنوات مسبقا. بعض من النتائج السلبية لكثرة الطلبات هي اعتماد هته المدارس لنظام المداومين التي قد تبدأ باكرا على الساعة السابعة صباحا وتنتهي لغاية الساعة الثامنة مساءا. التعليم مجاني في المؤسسات العامة، ما عدا بعض تكاليف الكتب، الأدوات، والزي المدرسي.
تبدأ السنة الدراسية في أوائل سبتمبر/أيلول وتنتهي في أوائل يونيو/حزيران. تقسم السنة الدراسية لفصلين: الأول من سبتمبر/أيلول لغاية ديسمبر/كانون الأول، والثاني من يناير/كانون الثاني لغاية يونيو/حزيران. توجد ثلاث عطل مدرسية: عطلة من ثلاث أسابيع خلال ديسمبر/كانون الأول لغاية يناير/كانون الثاني، عطلة من أسبوعين خلال أبريل/نيسان، وعطلة الصيف من يونيو/حزيران لغاية سبتمبر/أيلول. التلاميذ في الصفوف الأربعة الأولى يتمتعون بعطلة إضافية من أسبوع في نهاية أكتوبر/تشرين الأول. خلال الأسبوع الذي يسبق عطلة الربيع، يتم تعويض الدروس بنشاطات خاصة مثل الرحلات المدرسية والمسابقات.
يتكون القسم الدراسي من 25 إلى 30، وقد يضم الفصل الواحد عشرينا قسما. اسم القسم يتكون من رقم الصف يليه حرف، مثلا القسم VII A هو القسم A من الصف السابع.

### التقييم الدراسي
خلال الأربع صفوف الأولى يتم استعمال الرموز الآتية لتقييم التلاميذ: (Foarte bine (FB وتعني ممتاز، Bine (B) وتعني جيد، Satisfăcător/Suficient (S) وتعني مقبول، Nesatisfăcător/Insuficient (N/I) وتعني راسب. بإمكان التلاميذ الراسبين إعادة الامتحانات خلال الصيف، وفي حال الرسوب مرة ثانية، يجب عليهم إعادة السنة. تقييم الاختبارات والواجبات المنزلية والمشاريع يتم باستخدام سلم من واحد إلى أربعة، والتي تتوافق مع نظام الحروف المذكور سابقا. على سبيل المثال، إذا تحصل تلميذ في مادة الرياضيات على علامات FB, FB, B, B فإن معدل التلميذ يحسب على النحو الآتي: (4 + 4 + 3 + 3) : 4 = 3.5. علامة 3.5 قد تسجل كـB أو FB، ويعتمد هذا على تحسن أو تدهور النقاط خلال الفصل. معدلات المواد تحتسب من فصل لآخر، ولا يتم حساب أو الأخذ بعين الاعتبار المعدلات السنوية للمواد، لكن المعدل السنوي لجميع المواد يستخدم لتقرير إذا كان بإمكان التلميذ الانتقال للفصل الأعلى أو إجراء امتحانات الإعادة في آب/أغسطس.
من الصف الخامس إلى الثاني عشر يستخدم سلم تنقيط من واحد إلى عشرة، حيث علامة واحد هي الأسوء وعلامة عشرة هي الأفضل، في حين أن علامة خمسة هي علامة متوسط. تقييم التلميذ يتكون من التقويم المستمر، علامات الامتحانات، الامتحانات الشفوية، المشاريع، والواجبات المنزلية. تتطلب بعض المواد الرئيسية إجراء امتحانات تدعى بـteză. قائمة المواد الرئيسية تحدد من طرف الوزارة، وتضم الرياضيات واللغة الرومانية في الفصول من الخامس للثامن. خلال الفصل الثامن، يتم إضافة الجغرافيا والتاريخ لقائمة المواد الرئيسية، وكذلك لغة الأقليات إن كان التلاميذ يدرسون في مؤسسات ثنائية اللغة.

### التعليم الابتدائي
أغلب مواد المرحلة الابتدائية تدرس من طرف نفس المعلم، ما عدا المواد المتخصصة مثل اللغات الأجنبية أو المعلوماتية. يدرس تلاميذ الفصل الرابع المواد الآتية خلال الأسبوع الدراسي: الرياضيات (أربعة حصص)، اللغة والأدب الروماني (أربعة أو خمسة حصص)، التاريخ (حصة واحدة)، الجغرافيا (حصة واحدة)، العلوم (حصة واحدة أو حصتين)، الفنون (حصتين)، اللغات الأجنبية (من حصة واحدة لثلاثة حصص)، مدخل للمعلوماتية (من حصة واحدة إلى حصتين)، التربية المدنية (حصة واحدة)، التربية الدينية (حصة واحدة)، الموسيقى (حصة واحدة)، التربية البدنية (حصتين)، ومادة اختيارية من اختيار التلميذ. قبل 2014، كان جميع التلاميذ يدرسون مادة التربية الدينية، لكن المحكمة الدستورية الرومانية قررت أن دراسة المادة ليس مطلوبا من الجميع، ويقتصر فقط على التلاميذ الذين أولياؤهم قدموا طلبا خاصا لإدراجها في الجدول الدراسي.
يتكون الأسبوع الدراسي من 22 إلى 30 ساعة من الدروس.

### التعليم المتوسط
بعد الصف الرابع، يصبح لكل مادة معلم متخصص. في الصف الثامن، يضم الأسبوع الدراسي 30 إلى 32 ساعة من الدروس، بمعدل ست ساعات يوميا، حيث يدرس التلاميذ المواد الآتية: الرياضيات بفرعيها الجبر والهندسة (أربعة حصص)، اللغة والأدب الروماني (أربعة حصص)، التاريخ (حصتين)، الجغرافيا (حصتين)، علم الأحياء (حصتين)، مدخل للمعلوماتية (حصة واحدة)، اللغة الأجنية الأولى -عادة الإنجليزية- (حصتين)، اللغة الأجنبية الثانية -عادة الفرنسية أو الألمانية (حصتين)، الفيزياء (حصتين)، الكيمياء (حصتين)، اللغة اللاتينية (حصة واحدة)، تاريخ الفن والموسيقى (حصة واحدة)، التربية الدينية -مادة اختيارية- (حصة واحدة)، التربية المدنية (حصة واحدة)، التربية التكنولوجية (حصة واحدة)، والتربية البدنية (حصتين).
إضافة لذلك يحق للتلاميذ اختيار مادة أو مادتين إضافيتين في بعض المؤسسات، مثلا دروس لغة إنجليزية مكثفة.

## التعليم الثانوي

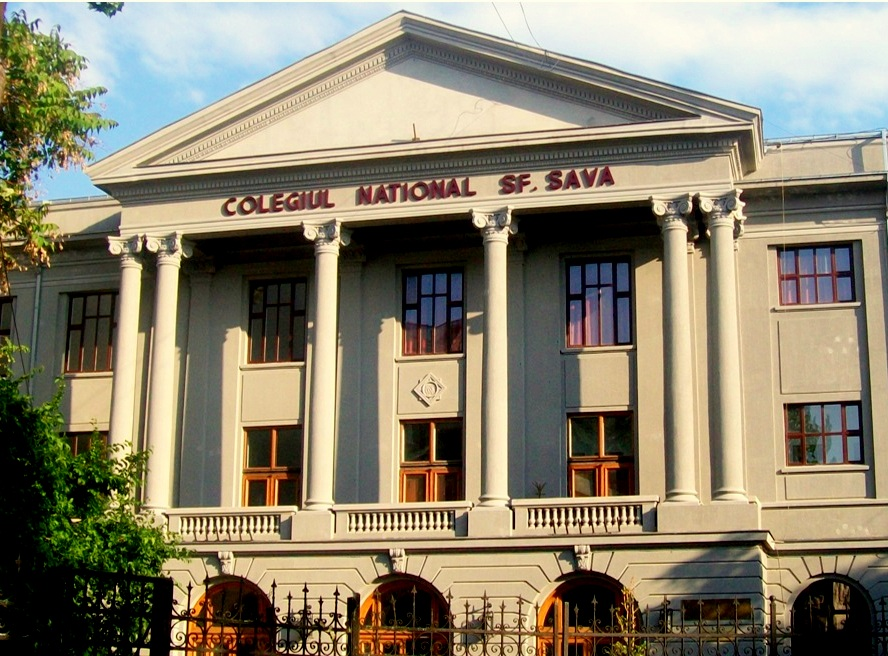
كلية القديس سافا الوطنية، واحدة من أكثر الثانويات المرموقة في البلاد.

### القبول في الثانوية
يجتاز التلاميذ في نهاية الصف الثامن (عادة في سن الرابعة أو الخامسة عشر) امتحانا وطنيا يدعى Evaluarea Națională ويجرى مرة واحدة في العام في يونيو/حزيران. المواد الممتحنة هي اللغة والأدب الروماني، الرياضيات، ولغة الأقليات (في مدارس الأقليات أو المدارس ثنائية اللغة فقط). تمثل علامة التلميذ في هذا الامتحان 80 بالمائة من العلامة النهائية، في حين أن الـ20 بالمائة المتبقية تمثل المعدل السنوي للتلميذ.
سابقا، كان يتم إعلان النتائج علنا بتعليق القوائم في المؤسسات الدراسية أو نشرها عبر الإنترنت. بدءا من عام 2020 تم استبدال أسماء التلاميذ في القوائم بشيفرات خاصة تدعى شيفرات الامتحان.
يوجه التلاميذ لأنواع مختلفة من مؤسسات التعليم الثانوي حسب نتائجهم الدراسية. التلاميذ ذوو التحصيل الضعيف يوجهون لمؤسسات التعليم المهني. خلال الفترة ما بين 2003 و2010، أغلب مؤسسات التعليم المهني كانت تتخصص في الحرف أو التجارة، لكن تم منعها لاحقا. حاليا يخضع التعليم المهني للعديد من الإصلاحات لجعله يتماشى بشكل أفضل مع متطلبات سوق العمل.
يتكون التعليم الثانوي من أربعة سنوات، عامين إجباريين (الصف التاسع والعاشر) وعامين غير إجباريين (الصف الحادي عشر والثاني عشر). لا يوجد امتحانات خاصة للانتقال من الصف العاشر للصف الحادي عشر. الأشخاص الذين تركوا الدراسة مبكرا ويرغبون بالالتحاق بالثانوية بإمكانهم التسجيل في برنامج دراسي خاص يدوم لخمس سنوات.
هناك عدة أنواع من مؤسسات التعليم الثانوي في رومانيا:
- الكليات الوطنية أو Colegiu Național وهي مؤسسات تعليم ثانوي مرموقة،[32] وهي عادة جزء من برنامج عالمي مثل Cervantes، SOCRATES، Eurolikes وغيرها. بعض هذه المؤسسات أقدم من مائة عام، ولها تاريخ عريق في التعليم، مثل ثانوية سافا في بوخارست (أسست سنة 1818)، الكلية الوطنية في إياشي (أسست سنة 1828)، كلية أندريه شاجونا الوطنية (أسست سنة 1850)، وكلية جورج لازار الوطنية (أسست سنة 1860).

- الثانويات العادية أو Liceu Teoretic وهي الأكثر شيوعا، وتقدم فروعا في الرياضيات-المعلوماتية، العلوم الطبيعية، والعلوم الاجتماعية.
- الثانويات العسكرية أو Colegiu Militar وعددها ثلاثة، مسيرة من طرف وزاة الدفاع الوطني. تتبع هذه الثانوية نظاما صارما، وجميع التلاميذ يعتبرون أعضاءا من الجيش ويتقيدون بقوانينه.
- ثانويات الاقتصاد-الثانويات التقنية أو Colegiu Economic-Colegiu Tehnic وتقدم برامج متخصصة في الاقتصاد، الخدمات، أو المواد التقنية.[32]
- الثانويات التنكولوجية أو Liceu Tehnologic.
- ثانويات Învăţământul profesional-dual وهي مؤسسات تقدم برنامجا يدوم ثلاث سنوات ويركز على التدريب المهني. بعد التخرج من هذه المؤسسات، بإمكان التلاميذ إعادة التوجيه إلى الثانويات التكنولوجية والتخرج بشهادة بكالوريا. عدد ضئيل من التلاميذ يدروسون في هذه الثانويات،[33] والأولياء عادة لا يثقون في مثل هته المؤسسات.[34]

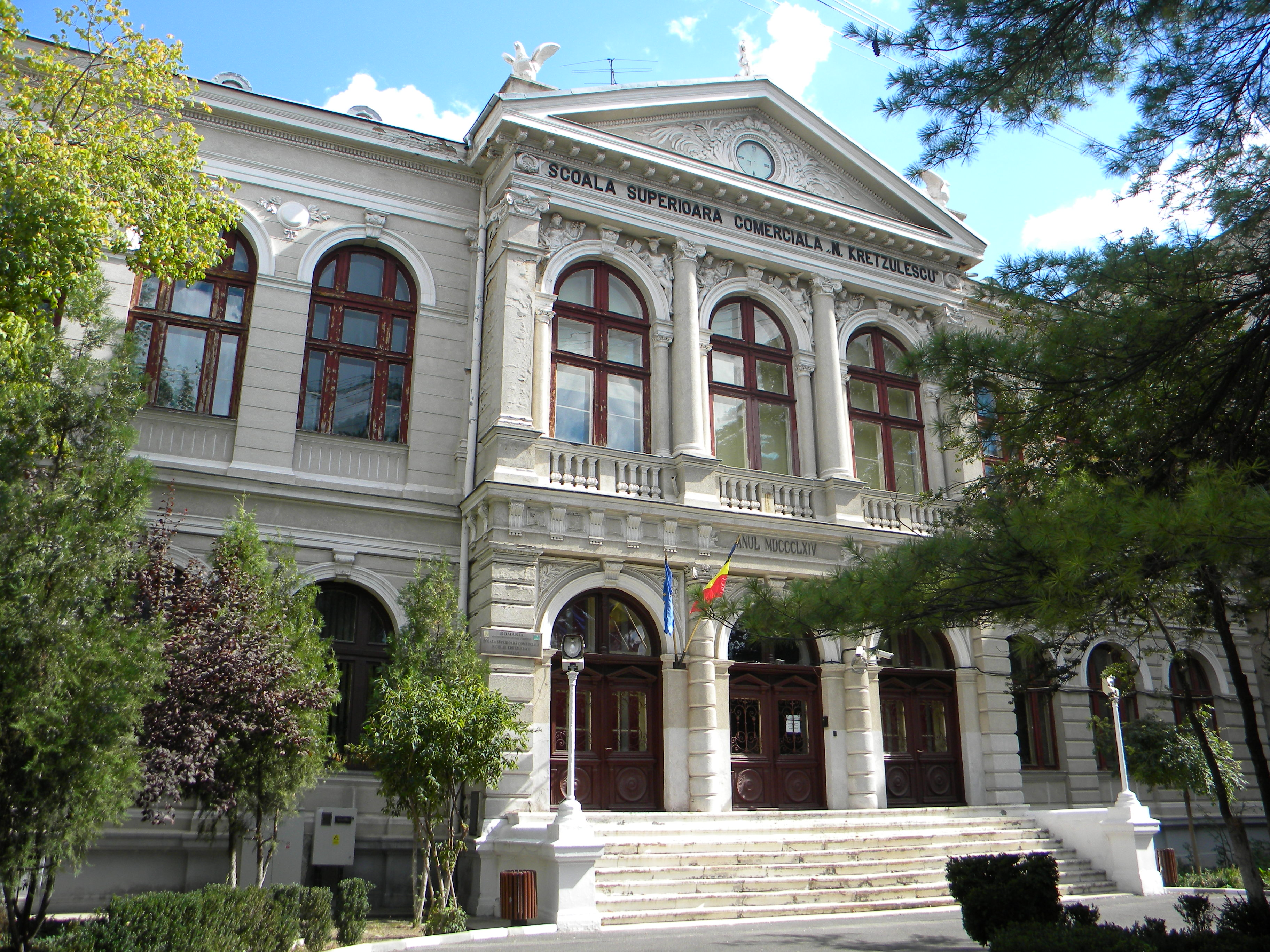
ثانوية نيكولاي كريتوليستو المتخصصة في الدراسات الاقتصادية.

### البرنامج الدراسي في الثانوية
تقدم الثانويات واحدا أو العديد من البرامج التعليمية الآتية:

#### البرامج النظرية
- العلوم (الرياضيات-التقنية أو العلوم الطبيعية) وهي الفروع الأكثر تطلبا والأكثر شعبية بين التلاميذ الراغبين في الحصول على شهادات علمية. يدرس التلاميذ في هذا الفرع خمسة عشر مادة، والحجم الساعي للدروس يترواح بين 30 و35 ساعة أسبوعيا: الرياضيات-الحساب، الجبر والهندسة- (4-7 ساعات أسبوعيا)، برمجة الحاسوب (4-8 ساعات أسبوعيا)، لغتين أجنبيتين: الإنجليزية (2-6 ساعات أسبوعيا) ولغة أجنبية ثانية (ساعتين أسبوعين)، الأدب الروماني (3 ساعات أسبوعيا)، التاريخ والجغرافيا (ساعة واحدة أو ساعتين أسبوعيا)، الكيمياء الفيزياء (2-4 ساعات أسبوعيا)، الاقتصاد أو الفلسفة أو المنطق أو علم النفس (كل مادة تدرس عاما واحدا فقط).
- الانسانيات (العلوم الإنسانية أو الفلسفة) أين الحجم الساعي للدروس يتراوح بين 30 و35 ساعة أسبوعيا. المواد المدرسة في هته الفروع هي الاقتصاد، المنطق، علم الاجتماع، علم النفس، الفلسفة، التاريخ والجغرافيا، اللغات الأجنبية، اللاتينية والإغريقية، والأدب الروماني. تدرس الرياضيات في الصفين التاسع والعاشر فقط بمعدل ساعتين أسبوعيا.

الفروع العلمية والإنسانية بإمكانها تقديم برامج ثنائية اللغة، أين يحصل التلميذ على تعليم مكثف في لغة أجنبية، ويمكن أن يحصل على شهادة مترجم. هناك برامج مكثفة في البرمجة والتي تسمح للتلميذ بالحصول على شهادة خاصة. هذا النوع من البرامج المكثفة ليس متوفر في جميع الثانويات.

#### البرامج التطبيقية
هته البرامج تقدم للتلميذ مؤهلات في المجالات التقنية، مثل الكهرباء، تشغيل الماكينات الصناعية، سياقة القطارات، والميكانيك. المواد المدرسة تضم الهندسة الحركية، الرياضيات، الفيزياء، والكيمياء.

#### برامج الموارد الطبيعية وحماية البيئة
تقدم تعليميا في مجالات الفلاحة، زراعة الغابات، حماية البيئة، وإنتاج الطعام. تركز هته البرامج على التدريب على عمل معين أكثر من التعليم الأكاديمي، وهي شبيهة بالبرامج التطبيقية.

#### برامج التكوين المهني
تقدم تدريبا في مجال غير تقني، مثل معلم حضانة. المواد المدرسة تركز على العلوم الإنسانية. تضم هته النوعية من البرامج الثانويات المتخصصة في الفنون، الموسيقى، التصميم، والدراسات الدينية. القبول في هته الثانويات يتطلب إجراء امتحانات خاصة إلى جانب الامتحان الوطني لدخول التعليم الثانوي.

#### برامج الخدمات والاقتصاد
والتي تركز على الاقتصاد، السياحة، التجارة، والتسيير الإداري. يعد هذا النوع الأكثر شعبية بعد البرامج النظرية.
هناك أنواع أخرى من البرامج التي كانت سابقا لكن لا يتم العمل بها في الحاضر، هته البرامج لم تكن تسمح بالدخول للجامعة وهي:
- برامج الحرف والتجارة: تدوم لعامين وتقدم تدريبا في مجال المبيعات أو اللحامة أو البناء. تم إلغاء هته البرامج في عام 2010.
- برامج التمهن: تدوم لعامين وتقدم تدريبا في شركة معينة والتي تتولى توظيف التلميذ بعد انتهاء التدريب. تم إلغاء هته البرامج في عام 2009.

### امتحان البكالوريا
يجب على تلاميذ الثانويات إجراء امتحان البكالوريا الوطني (بالرومانية Examenul Național de Bacalaureat ويعرف عامة بـbac). البكالوريا الرومانية شبيهة بـالبكالوريا الفرنسية، مع بعض الاختلافات. تتكون البكالوريا من امتحانيين أو ثلاث امتحانات شفوية وأربع أو خمس امتحانات كتابية. مدة البكالوريا هي أسبوع ونصف عادة في أواخر يونيو/حزيران وسبتمبر/أيلول. الامتحان مركزي بشكل كبير، ويتم تصحيح الامتحانات من طرف لجنة مركزية، أحيانا في مدينة مختلفة عن المدينة التي تم إجراء الامتحان بها. مشرفو الامتحان هم عادة معلمون في الثانوية أو أساتذة في الجامعة، لكنهم لا يدرسون وليس لديهم أية علاقة بالثانوية التي يشرفون على الامتحان فيها.
هناك ستة امتحانات:
- الامتحان A/1 وهو امتحان اللغة والأدب الروماني (امتحان شفوي)، حيث يقوم المترشح باختيار موضوع أدبي تلقائيا، ويحصل على 15 دقيقة للتفكير و10 دقائق للإجابة على الأسئلة.
- الامتحان C/1 وهو امتحان لغة التعليم في حال كانت اللغة ليست اللغة الرومانية، ويجرى الامتحان بشكل مشابه لامتحان A/1.
- الامتحان B وهو امتحان اللغة الأجنبية (امتحان شفوي)، حيث يختار المترشح بين الإنجليزية، الفرنسية، الألمانية، الإيطالية، الإسبانية، البرتغالية، والروسية. يجب الاختيار في شهر مايو/أيار والتسجيل مسبقا للامتحان، ولا يمكن للمترشح تغيير الاختيار لاحقا. يجرى الامتحان بشكل مشابه لامتحان A/1.
- الامتحان A/2 وهو الامتحان الكتابي للغة والأدب الروماني، ويتمحور حول موضوع أدبي مع أسئلة حول النص، ويدوم لساعتين أو ثلاث ساعات.
- الامتحان C/2 وهو الامتحان الكتابي للغة التعليم في حال كانت اللغة ليست اللغة الرومانية، ويجرى بشكل مشابه لامتحان A/2.
- الامتحان D وهو امتحان المادة الرئيسية في برنامج التعليم الثانوي: الرياضيات للفروع العلمية والتقنية، والتاريخ الروماني لفروع الإنسانيات والتعليم المهني. يوجد مستويين من الامتحان، حيث المستوى الأول هو الأصعب. يمنع التلاميذ من استخدام الآلة الحاسبة أو مسطرة أو أي من الأدوات الأخرى. مدة الامتحان هي ثلاث ساعات.
- الامتحان E وهو امتحان المادة الاختيارية، مثلا التلاميذ في الفروع العلمية يختارون بين الفيزياء، الكيمياء، برمجة الحاسوب، أو علم الأحياء، في حين أن التلاميذ في الفروع الأدبية يختارون بين الجغرافيا، الاقتصاد، علم النفس، الفلسفة، والمنطق.

باستثناء امتحانات اللغات الأجنبية، يحق للمترشح اختيار لغة الامتحانات الأخرى، وعادة ما يختار التلاميذ بين الرومانية، المجرية، أو الألمانية، حسب لغتهم الأم. يجب على هؤلاء التلاميذ تقديم طلب خاص على الأقل شهرين قبل الامتحان. يمكن إجراء الامتحانات كذلك بلغة بريل.
ينقط كل امتحان من واحد إلى عشرة، حيث علامة واحد هي الأسوء وعشرة هي الأفضل. تنقيط الامتحانات الشفوية يتم بعلامات أعداد كاملة (بدون فواصل) أما الامتحانات الكتابية فتنقط بأخذ رقمين بعد الفاصلة. يصحح كل امتحان من طرف معلمين مختلفين. يحسب المعدل ويجب على التلميذ الحصول على معدل ستة من عشرة وعلامة خمسة من عشرة في كل مادة على الأقل للنجاح في الامتحان. التلاميذ الذين يتحصلون على معدل عشرة (المعدل الكامل) يحصلون على تشريف خاص (بالرومانية Absolvent cu Merite Deosebite)، جائزة نقدية من طرف الحكومة، وتذاكر للدخول في مهرجانات موسيقية في البلاد. في عام 2018 تحصل 132مترشحا من أصل 123,619 على العلامة الكاملة، في حين أن 86,162 مترشحا نجحوا في الامتحان (بمعدل 69.70 بالمائة من المترشحين). التلاميذ الراسبين بإمكانهم إعادة الامتحان في دورة سبتمبر/أيلول أو لاحقا، لكن لا يحق لأي شخص اجتياز الامتحان أكثر من خمس مرات.
يعد امتحان البكالوريا شرطا للقبول في الجامعة. أهمية نتيجة الامتحان تختلف من جامعة لأخرى، حيث أن الامتحان أقل أهمية بالنسبة للجامعات التي تنظم امتحانات قبول خاصة بها.

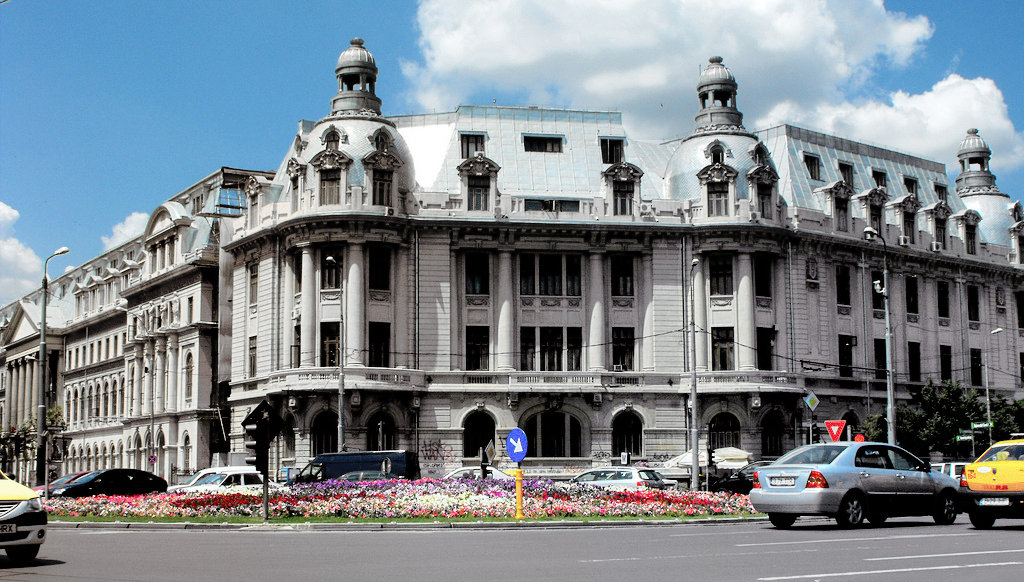
جامغة بوخارست.

## التعليم العالي
التعليم العالي يتكون من الجامعات، المعاهد، الأكاديميات، المدارس العليا، وغيرها، وتعرف جميعا بمؤسسات التعليم العالي. في عام 2016، بلغ عدد مؤسسات التعليم العالي 56 في القطاع العام و41 في القطاع الخاص، في حين أن عدد الطلبة بلغ 531,586 طالبا. تتبع رومانيا مشروع بولونيا، ما عدا في بعض التخصصات مثل الطب والهندسة المعمارية. تعد الجامعات الرومانية من بين الأفضل في شرق أوروبا، وتستقطب العديد من الطلبة الأجانب خاصة في التخصصات الطبية والتقنية. بلغ عدد الطلبة الأجانب في رومانيا 27,510 طالبا في 2016.